# ランドマスター
ランドマスター（Landmaster）は、任天堂のコンピュータゲーム『スターフォックス』シリーズに登場する架空の戦車。

## 概要
「スターフォックス」チームが保有する地上探査用車両を改良した戦闘車両で、「超高性能回転式地対空戦車」の肩書きを持つ。64版及び『アサルト』の一部のステージにのみ自機として登場する。
アーウィンと同等の火力と頑丈な装甲を装備しており、アーウィンと同様に白と青を基調としたカラーリングが施されている。
車体の底部と後部に小型のプラズマエンジンを搭載しており、後部の噴射口を使用することで高速前進が可能なほか、底部の左右に設けられたふたつの噴射口を同時に使用することで短時間のホバリングが可能。また、同様に左右いずれかの噴射口を使用することで横方向へのスライド移動ができるほか、急噴射させることで横方向にローリングしながら素早く運動できる。
アーウィンと同様にチャージショットのロックオン、スマートボムの発射も可能。
改修の度に車体の軽量化がなされており、結果として初期の車体と比べて『アサルト』では大幅に重量が低減されている。
『スターフォックス ゼロ』では、キャタピラなどの駆動部を変形させることで、反重力飛翔形態「グラヴマスター」となる。この形態ではアーウィンの機動力には及ばないが短時間飛行が可能となる。
発売に至らなかった『スターフォックス2』ではアーウィンが2足歩行形態に変形しており、64版での当機体の戦車というアイディアの元となった。

### 各作品の違い
64版では無限軌道による装軌式であったが、『アサルト』では4輪のタイヤによる装輪式に変更されており、機体の意匠も大幅に変化している。64版では奥スクロールステージのみの登場で、ブレーキを使わない限り常に前進し続ける仕様で、障害物に激突するとダメージを受けていたが、『アサルト』では操舵によってのみ運動、停車、後退も可能となり、壁などにぶつかっても止まるだけでダメージを受けなくなっている上、体当たりによる攻撃も可能となっており小型の敵なら突進で蹴散らすこともできる。
64版ではグレートフォックスのハッチから出撃していたが、『アサルト』では指定された地点に転送することができるようになっている（しかし、敵の群れのど真ん中に転送されたりと正確度はあまり良くない）。
発射するレーザーも、64版では球状の連射性の高いものだったが、『アサルト』では連射性が低く抑えられている代わりに一発の威力が高いものに変更されている。ただし火力が高くなった反面、着弾による爆発が強力で、あまりに近くでレーザーを炸裂させると爆発によって自分もダメージを受けてしまうようになっている。また64版ではスマートボムを使うことができたが『アサルト』では使用できなくなっている。
『スターフォックス ゼロ』ではチャージ弾がエネルギー型でなくミサイルとなっている。

## 他作品への登場
大乱闘スマッシュブラザーズシリーズ
『X』より、フォックス、ファルコ、ウルフの3人が「最後の切りふだ」としてランドマスターを使用する。意匠は64版のものに『アサルト』の性能的なところを融合させたようなものになっている。乗っている間は無敵でステージを無限軌道で移動し、縦横無尽に動いて攻撃できるが、体躯が大きすぎるため極端に狭い足場では引っかかってしまい、走破しづらいのが難点。ジャンプでホバリング、スティック下でローリングなどもできる。そして攻撃ボタンで主砲発射と、ランドマスターの魅力をスマッシュブラザーズでも楽しむことができる。
ファルコのランドマスターは打撃力、移動速度ともにフォックスのものより劣るがホバリング能力が高く、ホバリングからの踏み付けや相手を上に乗せてそのまま上空に飛ばす戦術に向いている。
ウルフのランドマスターは「ランドマスター改」という、スターフォックスのランドマスターを解析してコピーしたというオリジナル設定のウルフェンカラーのもので、打撃力や機動力が従来のランドマスターよりも強化されている代わりに燃費が悪く、可動時間はフォックスとファルコのランドマスターよりも短い。